# Синдром Денді — Вокера
Синдро́м Де́нді — Во́кера (англ. Dandy-Walker syndrome; Dandy-Walker Malformation) — аномалія розвитку мозочка і оточуючих його лікворних просторів; генетично обумовлений синдром з частотою 1:30000 новонароджених, переважно зустрічається у жіночої статі. Є варіантом синдрому Арнольда — Кіарі.

## Етимологія
Синдром вперше описали американські нейрохірурги Волтер Денді в 1921 року і Артур Ерл Вокер у 1944 році. Вперше використали в медичному вжитку термін «синдром Денді-Вокера» у 1954 році.

## Клінічні ознаки
Синдром Денді — Вокера проявляється розширенням четвертого шлуночка з формуванням лікворної кісти задньої черепної ямки, недорозвиненням або відсутністю черв'яка мозочка в поєднанні з гіпертензійною гідроцефалією різного ступеня виразності.
Розвиток синдрому Денді — Вокера може бути як поступовим, так і швидким. У постнатальному періоді спостерігають повільний моторний розвиток немовля та прогресуюче розширення черепа, в більш старшому віці захворювання проявляється симптомами внутрішньочерепної гіпертензії (дратівливість, нудота, судомний синдром, порушення зору тощо), а також мозочковою симптоматикою (статична атаксія, порушення координації рухів, ністагм).
Крім цього, відзначають симптоми ураження черепних нервів, витончення і виступання кісток задньої черепної ямки.
Синдром Денді — Вокера часто поєднується з недорозвиненням мозолистого тіла (corpus callosum), аномаліями розвитку серця, лицьової частини черепа, пальців.